# Danuvia 43M
El Danuvia 39M y el Danuvia 43M fueron subfusiles húngaros, cuyo diseño se remonta a fines de la década de 1930 y fueron empleados durante la Segunda Guerra Mundial.

## Historial
Los subfusiles Danuvia de 9 mm fueron diseñados por el ingeniero húngaro Pál Király a fines de la década de 1930. Fueron suministrados a las tropas del Ejército húngaro en 1939 y permanecieron en servicio durante la Segunda Guerra Mundial hasta principios de la década de 1950. Entre 1939 y 1945, se fabricaron un total de aproximadamente 8,000. El Danuvia era un arma grande y robusta, similar a una carabina. Aunque inspirado en el Beretta Modelo 38/42 que disparaba el cartucho 9 x 19 Parabellum, el Danuvia usó el cartucho más potente 9 x 25 Mauser. El brocal del cargador del Danuvia se puede plegar hacia adelante junto con el cargador, dentro de un entalle del guardamanos, mientras que una placa cubre la abertura del cajón de mecanismos.
El arma era muy apreciada por las tropas a las que se le había entregado; según los informes, funcionó bien en las condiciones bajo cero y fangosas del Frente Oriental. La única dificultad fue la disponibilidad del cartucho 9 x 25 Mauser. Fue utilizado por el ejército húngaro, la policía militar y las fuerzas policiales y permaneció en servicio hasta principios de la década de 1950, cuando fue reemplazado gradualmente por el PPSh-41 y el Kucher K1.

## Diseño

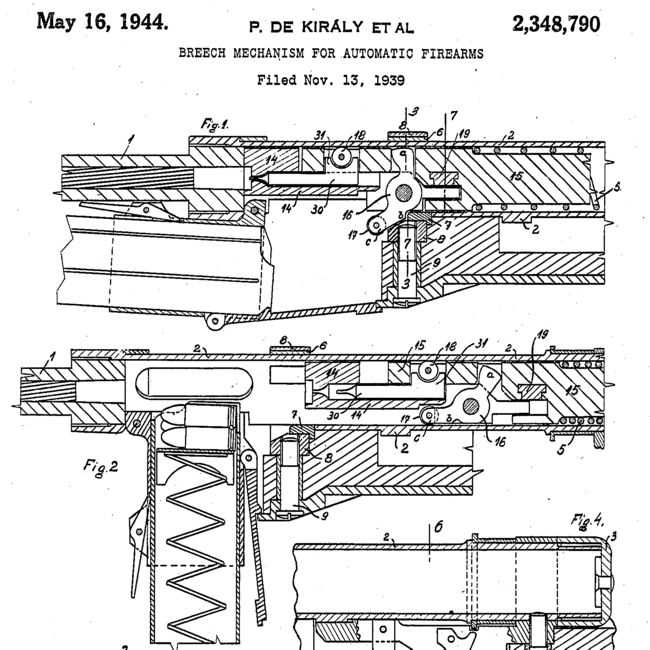
Documento de la patente del 39M

El Danuvia tenía un cerrojo dividido en dos partes patentado y era accionado mediante retroceso retardado. El seguro-selector de modo de disparo es una tapa circular en la parte posterior del cajón de mecanismos y se gira a uno de los tres modos: E (Egyes; semiautomático en húngaro), S (Sorozat; automático en húngaro) o Z (Zárt; seguro en húngaro). La portilla de eyección y la manija de amartillado se encuentran en el lado derecho del cajón de mecanismos. Tenía un alza tipo rampa encima de la portilla de eyección y un punto de mira sobre la boca del cañón.

## Variantes
El Danuvia original fue el 39M con culata de madera fija, que fue seguido en cantidades limitadas por el 39M/A, con culata plegable de madera. En 1943 fue rediseñado como el 43M, la versión más común. Esta tenía una culata de metal plegable y un guardamanos de madera equipado con un pistolete, así como un cañón más corto y un cargador que se insertaba en ángulo.